# Ivan Ivanišević
Ivan Ivanišević (serbisch-kyrillisch Иван Иванишевић; * 23. November 1977) ist ein serbischer Schachspieler.
Die serbische Einzelmeisterschaft konnte er mehrmals gewinnen: 2008, 2009, 2011, 2012, 2017 und 2019. Er spielte für Serbien bei acht Schacholympiaden: 1998 bis 2002 und 2008 bis 2016. Außerdem nahm er zehnmal an den europäischen Mannschaftsmeisterschaften (1999 bis 2017) teil. Beim Schach-Weltpokal 2011 scheiterte er in der ersten Runde an Alexander Onischuk.
In der Saison 2006/07 gewann er in der Schweiz mit dem Schachverein Birsfelden/Beider Basel die Meisterschaft.
Im Jahre 1997 wurde ihm der Titel Internationaler Meister (IM) verliehen, 2000 der Titel Großmeister (GM). 

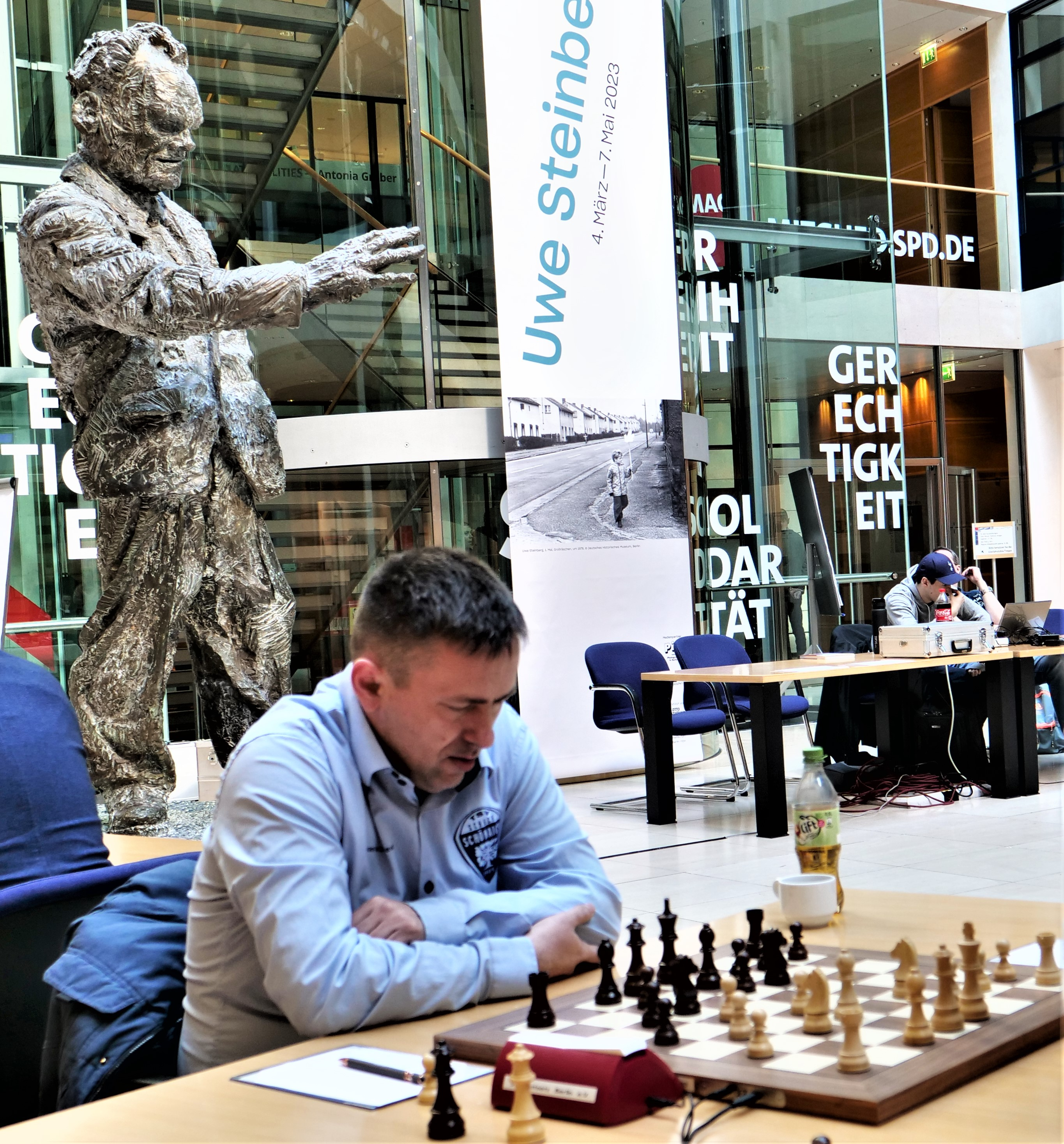
Ivan Ivanišević am 2. April 2023 im Berliner Willy-Brandt-Haus

| Hier fehlt eine Grafik, die leider im Moment aus technischen Gründen nicht angezeigt werden kann. Wir arbeiten daran! |